# Il giudizio del dottor Johnson
(G. K. Chesterton, Il giudizio del dottor Johnson, Atto II)
Il giudizio del dottor Johnson (The Judgement of Dr. Johnson) è un'opera teatrale di Gilbert Keith Chesterton, pubblicata nel 1927.

## Trama
John Swift e sua moglie Mary, inviati dalle colonie americane per sondare la società britannica nei giorni della guerra d’indipendenza, sbarcano alle isole Ebridi, dove, fra gli altri, incontrano il noto letterato Samuel Johnson. Trasferitisi poi a Londra, entrano nel mondo dei salotti aristocratici. Qui si confronteranno con vari personaggi e le loro teorie sociali e filosofiche; scoperti nel loro ruolo di spie, saranno salvati, ancora una volta, dall’intervento decisivo di Johnson.